# Teiuș
Teiuș (in ungherese Tövis, in tedesco Dornen oppure Dreikirchen), è una città della Romania di 7 445 abitanti, ubicata nel distretto di Alba, nella regione storica della Transilvania.